# Alašija

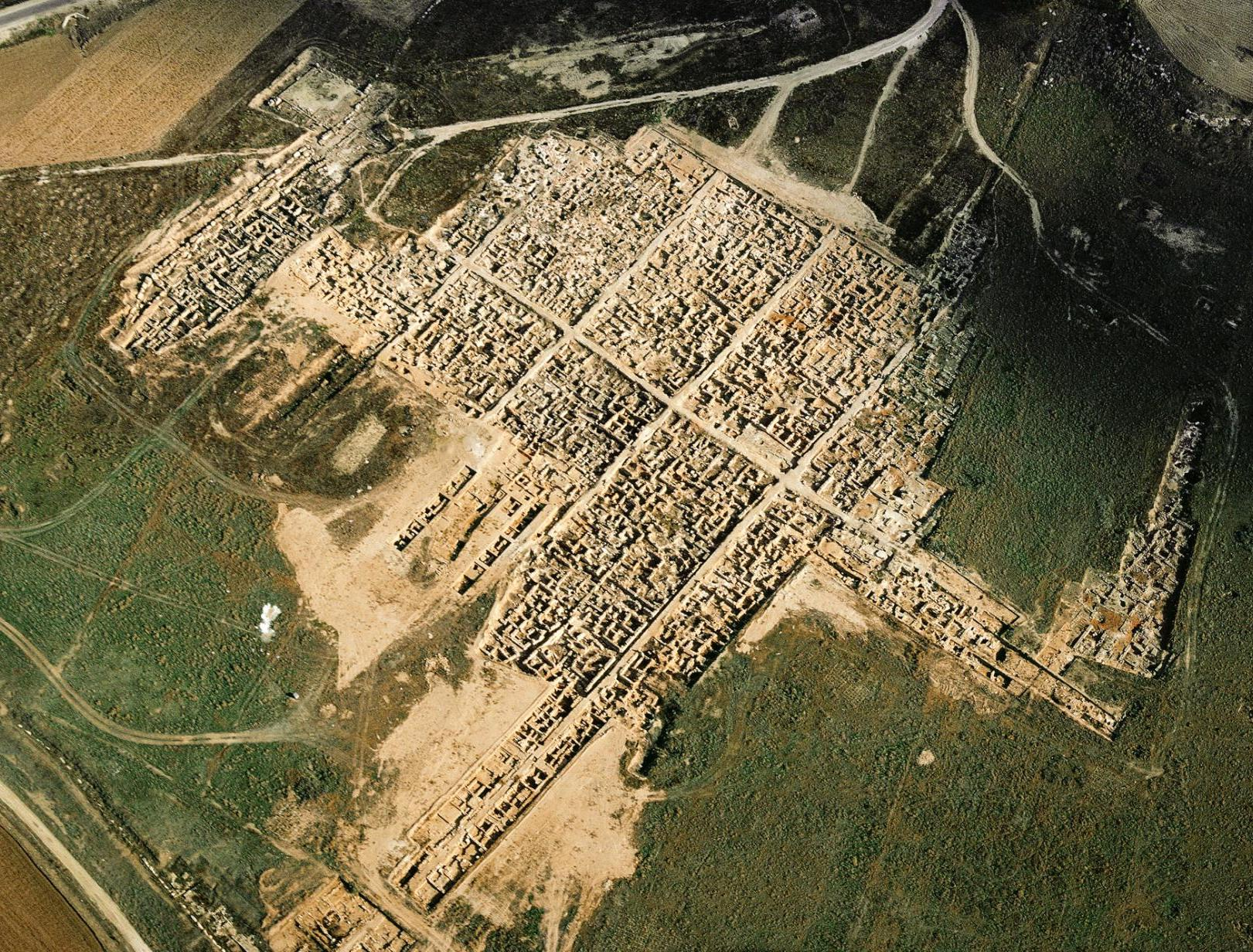
Flugbild der bronzezeitlichen Stadt bei Enkomi

Alašija war in der späten Bronzezeit der Name für Zypern oder ein Stadtkönigreich auf Zypern. Er ist von Texten aus der hethitischen Hauptstadt Ḫattuša, aus Alalaḫ, aus Mari, aus Ugarit sowie aus Ägypten – Amarna, Siegeshymne des Thutmosis III., Ortsnamenliste von Ramses II. und Reisebericht des Wenamun – bekannt.

## Name
Alašija ist der älteste bekannte Name der Insel Zypern, der in verschiedenen bronzezeitlichen Sprachen überliefert ist: akkadisch und hethitisch: Alašija, ägyptisch: Alasija und jünger Asija sowie ugaritisch: alṯy. Möglicherweise gehört hierher auch der mykenische Männername Alasios (a-ra-si-jo) „Zypriote“ aus Knossos. Nachbronzezeitlich ist der Name noch erhalten im Völkerkatalog der Bibel, wo Elischa (אלישה) der Sohn von Jawan ist. Die Assyrer dagegen übernahmen den phönizischen Namen als Jadnana (KUR ia-ad-na-na), was möglicherweise „Insel der Danunäer“ bedeuten könnte. Schließlich nennt in kyprischer Schrift eine griechisch-phönizische Bilingue aus Tamassos, die 375 v. Chr. verfertigt wurde, den Apollon Alasiotas (a-la-si-o-ta-i, im Dativ), die phönizische Inschrift hat dagegen Eleites (lhyts). Der deutsche Name Zypern stammt aus dem griechischen Namen Kypros (Κύπρος f.).

## Lage
Die genaue Lage von Alašija und dessen Hauptstadt ist umstritten. H. R. Hall und R. S. Merrilees wollten Alašija in Kilikien, Wainright in Nordsyrien oder Karkemisch lokalisieren. Oft wurde es auch mit Enkomi auf Zypern gleichgesetzt. Obwohl es eine reiche Stadt mit etwa 15.000 Einwohnern war, fehlt archäologische Evidenz für die Existenz eines größeren Staatswesens in der Region um Enkomi. Für diese Lokalisation sprechen die Seelage, eine nachgewiesene lange Handelstradition mit Städten der Levante, Ägypten, Griechenland sowie die Existenz einer Kupferschmelze, in deren Nähe die Statue eines gehörnten Barrengottes gefunden wurde.
In einem Projekt zu der Petrographie der Amarna-Briefe der Universität Tel Aviv von Yuval Goren, Israel Finkelstein und Nadav Na’aman wurde der Ton einiger „Alašija-Briefe“ (EA 33, 34, 37, 38, RS L.1, RS 20.18) petrographisch und chemisch untersucht, die eingeschlossenen Foraminiferen identifiziert und mit Tontafeln und Scherben von bekannten Fundorten verglichen. Ophiolithreste sprechen für eine Herkunft des Tons aus der Moni-Formation am südöstlichen Rand des Troodos-Gebirges auf Zypern. Goren und andere halten Kalavasos-Ayios Dhimitrios im Vasiliskos-Tal oder Alassa (Palaiotaverna) im Südwesten Zyperns für die wahrscheinlichsten Herkunftsorte der Tafeln. In der Nähe von Kalavasos liegen reiche Kupfervorkommen, was diese Lokalisierung stützt.

## Geschichte
Die ersten Erwähnungen von Alašija finden sich in syrischen und babylonischen Texten des späten 19. Jahrhunderts v. Chr. Die unter dem hethitischen Großkönig Arnuwanda I. verfassten Anklageschrift gegen den westkleinasiatischen Vasallen Madduwatta (CTH 147) berichtet von räuberischen Überfällen Madduwatas im Bund mit Attariššija von Aḫḫija auf Alašija im späten 15. Jahrhundert v. Chr. Auch Leute aus Lukka plünderten die Küste von Alašija und nahmen Geiseln, was Anlass zu Beschwerden des Königs bei dem hethitischen Großkönig gab.
In den Briefen aus dem Amarna-Archiv nennt der König von Alašija den Pharao „Bruder“, was anzeigt, dass er sich als gleichgestellt betrachtete. Er berichtet, sein Land liege unter der Hand des Nergal, was die Kupferproduktion beeinträchtige („… sie hat alle Männer meines Landes getötet, kein einziger Kupferschmelzer ist übrig …“). Das deutet auf eine Seuche hin, der vielleicht auch der Sohn des Königs zum Opfer fiel.

## Handelsbeziehungen
Das Königreich von Alašija hatte mindestens vom 15. bis zum 13. Jahrhundert v. Chr. (Zyprische Späte Bronzezeit IIB und IIC) lebhafte Handelskontakte mit Syrien und Ägypten. Die Amarna-Briefe stammen von den Königen von Alašija, ein Brief von dem Präfekten von Alašija. Alašija exportierte vor allem Kupfer und Holz, die gegen Silber und „süßes Öl“ eingetauscht wurden (EA 35).
Zu Ugarit bestanden freundschaftliche Beziehungen. Während der Regierungszeit von Niqmaddu III. von Ugarit ist ein Brief bezeugt, der von Kušmešuša, dem König von Alašija, gesandt wurde und die Lieferung von 33 Barren (ca. 950 Kilogramm) Kupfer dokumentiert. Kurz vor dem Fall Ugarits sandte Ešuwara, der Präfekt von Alašija, einen Brief an den König von Ugarit, in dem er diesen vor feindlichen Schiffen warnt, die kurz zuvor in Alašija angelandet und dann weitergezogen waren (RS 20.18).
Gegen Ende des 12. Jahrhunderts begann der Niedergang des Kupferbergbaus auf Zypern, worunter die Fernhandelsbeziehungen Alašijas litten. Möglicherweise war dieser Niedergang durch einen Mangel an Nachfrage bedingt.
In der zweiten Hälfte des 13. Jahrhunderts v. Chr. wurde der heutige Ort Enkomi – falls er denn mit Alašija identifiziert werden kann – zweimal erobert und zerstört. Die erste Zerstörung fällt möglicherweise mit der historisch belegten Eroberung Alašijas durch den Hethiterkönig Tudḫalija IV. zusammen, die zweite um 1220 v. Chr. erfolgte – das lassen archäologische Quellen erkennen – offenbar durch mykenische Griechen, die die Stadt schachbrettartig wieder aufbauten. Um 1050 v. Chr. wurde Enkomi noch einmal durch ein Erdbeben zerstört.

## Herrscher
Kušmešuša herrschte zeitgleich mit Niqmaddu III. von Ugarit. Es fehlen jedoch Indizien für eine ausgeprägte Machtzentrale der gegen Ende des 13. Jahrhunderts v. Chr. kleinräumig gegliederten Insel, so dass Peltenburg Alašija eher für einen Zusammenschluss von Territorien unter einem relativ schwachen König hält. Im sog. Reisebericht des Wenamun (um 1060 v. Chr.?) berichtet ein ägyptischer Reisender, dass er von widrigen Winden von der Levante nach Alašija verschlagen worden sei. Dort habe Hatiba, die Fürstin der Stadt, den um sein Leben Bangenden verschont. Dieser Name ist Stanley Casson zufolge phönizischen Ursprungs; Phönizier siedelten seit dem 11. Jahrhundert v. Chr. auf Zypern.

## Andere Bewohner
Der Amarna-BriefEA 37 nennt auch die Namen einiger Personen von Alašija, dies sind Paštummê, Kunêa, Etilluna, Usbarra und Belšamma. Der Präfekt von Alašija trug den Namen Ešuwara.